# Ramphotyphlops suluensis
Ramphotyphlops suluensis là một loài rắn trong họ Typhlopidae. Loài này được Taylor mô tả khoa học đầu tiên năm 1918.